# Мирко Стефановски
Тихомир (Мирко) Стефановски (на македонска литературна норма: Тихомир Стефановски) е актьор от Социалистическа република Македония.

## Биография
Роден е на 7 септември 1921 г. в град Скопие. Известно време е член на Модерното позорище, а след това е актьор в пътуващия театър Димче Трайковски. По време на Втората световна война е ръководител на културно-забавната трупа към 42 македонска дивизия на НОВЮ.
Стефановски е сред основателите на Македонския народен театър. В периода 1951-195 е режисьор в Народния театър в Битоля. От 1954 до 1960 г. последователно е актьор, режисьор и директор на Народния театър в Прилеп. Между 1960 и 1962 е директор на Работническия дом в Скопие. От 1965 до смъртта си на 31 октомври 1981 г. е режисьор в Театъра на народностите.